# 何冠英
何冠英（1791年—？），字杰夫，福建闽县人。清朝政治人物。榜眼及第。
道光八年（1828年）鄉試中舉。道光十六年（1836年），登丙申科進士一甲第二名（榜眼），授翰林院編修。道光十七年，任廣西、山西鄉試副考官。道光二十年，任浙江鄉試副考官。后升任山東道監察御史。道光二十七年，改任江南道監察御史、湖廣道監察御史。神光寺事件中，上疏要求英國傳教士搬出神光寺。咸豐元年，補任貴陽府知府。后升任貴州巡撫。任內病卒。